# Barabás Éva (festő)
Barabás Éva (Marosvásárhely, 1943. november 15. –) festő.

## Pályafutása
1962 és 1968 között a Kolozsvári Ion Andreescu Képzőművészeti Főiskolán tanult, 1968-tól 1990-ig a marosvásárhelyi képzőművészeti középiskola tanára volt. Festményein és rajzain társadalmi jelenségeket ábrázol allegórikus stílusban.

## Díjak, elismerések
- Szervátiusz Jenő-díj (2016)[2]

## Egyéni kiállítások
- 1979, 1981, 1982 • Böblingen (NSZK)
- 1980 • Stuttgart
- 1982 • Herenberg
- 1983 • Marosvásárhely